# Peña Ubiña
Peña Ubiña este o arie protejată (sit de importanță comunitară — SCI) din Spania întinsă pe o suprafață de 13.235,28 ha, integral pe uscat.

## Localizare
Centrul sitului Peña Ubiña este situat la coordonatele 43°03′41″N 5°55′17″W / 43.0615°N 5.9215°V.

## Înființare
Situl Peña Ubiña a fost declarat sit de importanță comunitară în mai 1999 pentru a proteja 1 specie de plante și 32 de specii de animale.

## Biodiversitate
Situată în ecoregiunea atlantică, aria protejată conține 15 habitate naturale: Roci stâncoase cu vegetație pionieră de Sedo-Scleranthion sau Sedo albi-Veronicion dillenii, Pajiști alpine și boreale, Pajiști uscate europene, Lande oro-mediteraneene cu formațiuni endemice de grozamă, Păduri de fag acidofile atlantice, cu subarboret de Ilex și, uneori, de asemenea, Taxus, la nivelul arbuștilor (Quercion robori-petraeae sau Ilici-Fagenion), Grohotișuri termofile și vest-mediteraneene, Păduri de Ilex aquifolium, Păduri aluvionare cu Alnus glutinosa și Fraxinus excelsior (Alno-Padion, Alnion incanae, Salicion albae), Pajiști uscate seminaturale și facies de acoperire cu tufișuri pe substraturi calcaroase (Festuco-Brometalia) (* situri importante pentru orhidee), Fânețe de joasă altitudine (Alopecurus pratensis, Sanguisorba officinalis), Păduri de stejar galițio-portugheze cu Quercus robur și Quercus pyrenaica, Pante stâncoase calcaroase cu vegetație casmofită, Pajiști oro-iberice cu Festuca indigesta, Pajiști alpine și subalpine calcaroase, Pseudostepă cu ierburi și specii anuale de Thero-Brachypodietea.
La baza desemnării sitului se află mai multe specii protejate:
- plante (1): Narcissus asturiensis
- păsări (26): uliu porumbar (Accipiter gentilis), Alectoris rufa, acvilă de munte (Aquila chrysaetos), caprimulg (Caprimulgus europaeus), șerpar (Circaetus gallicus), erete vânăt (Circus cyaneus), porumbel gulerat (Columba palumbus), cuc (Cuculus canorus), ciocănitoare neagră (Dryocopus martius), presură de grădină (Emberiza hortulana), șoim călător (Falco peregrinus), vulturul pleșuv sur (Gyps fulvus), Hieraaetus fasciatus, acvilă pitică (Hieraaetus pennatus), sfrâncioc roșiatic (Lanius collurio), ciocârlie de pădure (Lullula arborea), gaia neagră (Milvus migrans), vultur egiptean (Neophron percnopterus), Perdix perdix hispaniensis, Pyrrhocorax pyrrhocorax, sitar de pădure (Scolopax rusticola), turturică (Streptopelia turtur), silvie de tufiș (Sylvia undata),  cocoș de munte (Tetrao urogallus), sturz (Turdus pilaris), sturzul de vâsc (Turdus viscivorus)
- mamifere (4): liliac cârn (Barbastella barbastellus), Galemys pyrenaicus, vidră de râu (Lutra lutra), urs brun (Ursus arctos)
- nevertebrate (1): rădașcă (Lucanus cervus)
- reptile (1): Lacerta monticola

Pe lângă speciile protejate, pe teritoriul sitului au mai fost identificate 1 specie de păsări, 2 specii de amfibieni, 9 specii de mamifere.